# Rocas-atoll
A Rocas-atoll  a déli Atlanti-óceán egy atollja a brazil Rio Grande do Norte állam partjaitól 233 km-re északkeletre, és 152 km-re nyugatra a Fernando de Noronha-szigetcsoporttól.

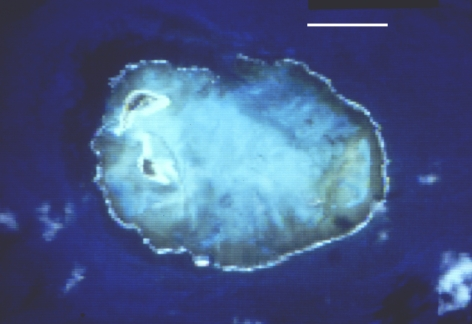
A NASA űrfelvétele a Rocas-atollról

Az ovális alakú atoll 3,7 km hosszú és 2,5 km széles. A lagúna 6 m mély és 7,5 km² területű. Az atollt alkotó két kis sziget – délnyugatra Cemitério-sziget (Ilha do Cemitério), északnyugatra Farol-sziget (Ilha do Farol), – összterülete 0,36 km². Farol Cay adja a terület majdnem kétharmadát. A legmagasabb pont 6 méteres magasságával egy homokdűne Farol Cay déli részén. Mindkét szigetecske füvekkel, bokrokkal és pálmafákkal benőtt. Rákok, pókok, lepkeszúnyogok, bogarak, nagy bodorka, és a madarak sok faja él itt.
A brazíliai parti őrség világítótornya az 1960-as évek óta Farol Cay északi végében áll. A szomszédságában van egy elhagyatott világítótorony 1933-ból.
Az atoll vadvédelmi terület, és 2001-ben az UNESCO világörökségi helyszínnek jelölte. Számtalan teknős, cápa, delfin és madár él itt. Az atoll főleg korallokból és vörösmoszatokból áll. A korallgyűrű majdnem zárt, az északi oldalán van egy 200 méter széles csatorna és a nyugati oldalon egy sokkal keskenyebb csatorna.

## Fordítás
- Ez a szócikk részben vagy egészben  a   Rocas Atoll című angol Wikipédia-szócikk ezen változatának fordításán alapul.  Az eredeti cikk szerkesztőit annak laptörténete sorolja fel. Ez a jelzés csupán a megfogalmazás eredetét és a szerzői jogokat jelzi, nem szolgál a cikkben szereplő információk forrásmegjelöléseként.